# فلگلر بیچ (فلوریدا)
فلگلر بیچ (به انگلیسی: Flagler Beach) شهری در شهرستان فلگلر ایالت فلوریدا است که در سال ۱۹۲۵ بنیان‌گذاری شده‌است. این شهر طبق سرشماری سال ۲۰۱۰ میلادی، ۴٬۴۸۴ نفر جمعیت داشته و مساحت آن نیز ۱۰٫۶ کیلومتر مربع است.